# Julia Dettmer
Julia Dettmer (* 1986, geborene Bauer) ist eine deutsche Journalistin und Buchautorin.

## Ausbildung
Dettmer besuchte das Gymnasium Hilpoltstein, wo sie 2005 das Abitur ablegte. Während ihrer Schulzeit engagierte sie sich bei der Schülerzeitung und übernahm am Ende deren Leitung. Anschließend studierte Dettmer Medienwissenschaften und Germanistik an der Universität Regensburg und an der Royal Holloway University of London und schloss mit einem Bachelor- und einem Master ab. Während des Studiums absolvierte sie verschiedene Praktika, unter anderem in der Bunte.de-Redaktion, die wenig später auch ihre Stammredaktion für das Volontariat an der Burda Journalistenschule wurde.

## Werdegang
Nach dem Volontariat stieg Dettmer 2011 als Redakteurin bei freundin.de ein, wechselte 2012 als Lifestyle-Editor zu Yahoo! Deutschland und kehrte 2013 schließlich als Ressortleiterin Stars und Lifestyle zu Bunte.de zurück. 2015 wurde sie zur Redaktionsleiterin von ProSieben.de berufen, wechselte aber schon 2016 wieder zu Bunte.de, da ihr die redaktionelle Leitung übertragen wurde. Bis Januar 2020 fungierte Dettmer als Chefredakteurin Bunte.de und baute die Plattform mit ihrem 30-köpfigen Team zur Nummer 1 Content-Destination für Frauen aus. Während dieser Zeit war sie von 2017 bis 2019 als Mediencoach bei „Germany’s Next Topmodel“ zu sehen.
Anfang 2020 machte sich Dettmer selbstständig und arbeitet seitdem als freie Journalistin, Autorin, Lektorin, Dozentin und Sprecherin für verschiedene Medien. Bis 2022 fungierte sie als Promi-Expertin für den Radiosender Bayern3. Sie schreibt unter anderem für die FAZ, SZ, ZEIT, InStyle, WINGS, ELTERN, t-online, Apotheken Umschau, GG Magazin und doziert zu den Themen „Emotionales Schreiben“ und „Recherche“. Im Mai 2025 erscheint ihr Buch „Das Licht an dunklen Tagen“ über ihre verstorbene Tochter Amalia bei Heyne.

## Veröffentlichungen
- Tischkultur 2022: Großartige Gastgeber und ausgezeichnetes Design. Callwey 2022, ISBN 978-3-7667-2570-7[5]
- Tischkultur 2023: Großartige Gastgeber und ausgezeichnetes Design. Callwey 2023, ISBN 978-3-7667-2627-8[6]
- Das Licht an dunklen Tagen. Wie meine kleine Tochter unheilbar erkrankte – und wir als Familie trotz allem nicht aufgaben. Heyne  2025, ISBN 978-3-453-60714-9